# 타임즈 (드라마)
《타임즈》는 2021년 2월 20일부터 2021년 3월 28일까지 방송된 OCN 토일 드라마이다.

## 기획의도
5년 전 과거의 기자 이진우와 전화 연결된 서정인이 아버지 서기태 대통령의 죽음을 막으며 위험한 진실과 마주하는 타임워프 정치 미스터리 드라마

## 제작진

### 제작
- 안창현
- 강보영

### 제작사
- 스튜디오드래곤
- 이야기사냥꾼

### 조연출
- 장신애
- 안창호
- 김겨레

### 연출
- 윤종호 : ( 예능프로그램 《백종원의 골목식당》(연출), KBS2 수목드라마 《너도 인간이니?》(연출) 등 연출 )

### 극본
- 이새봄
- 안혜진

## 등장 인물

### 주요 인믈
- 이서진 : 이진우 역 - 진실을 쫓는 소신파 기자, 타임즈 대표. 2015년 영세 언론사인 '타임즈'의 대표 기자.
- 이주영 : 서정인 역 - 진실을 마주한 열정파, 현직 대통령 서기태의 딸. DBS(데일리방송) 보도국 기자. 죽을 뻔했지만, 이진우가 과거를 고쳐서 살았다.
- 김영철 : 서기태 역 - 진실을 짊어진 권력의 중심, 2019년 현직 대통령. 기자 출신으로 정치계에 입문했다. 정인의 아버지.

### 이진우 주변인물

#### 타임즈 (언론사)
- 김인권 : 도영재 역 - 2015년 타임즈 기자, 2020년 데일리서치 대표. 진우의 친구. '타임즈'의 창립 멤버. 타임즈의 지박령 같은 존재다.
- 문지인 : 명수경 역 - 2015년 타임즈 기자, 2020년 데일리서치 기자.
- 하준 : 이근우 역 (†) - 진우의 남동생, 서기태 의원 보좌관. 서기태 대통령이 의원일 때부터 곁을 지켜온 보좌관. 2014년 스스로 목숨을 끊은 인물.
- 박예니 : 송민주 역 - 번역 업무 담당.

### 서정인 주변인물
- 정성일 : 강신욱 역 - DBS(데일리방송) 보도국 팀장, 방송국 후배들이 가장 선망하는 DBS 간판 언론인. 기자상도 몇 번씩이나 받은 자타 공인 '참 저널리스트'. 정인의 직속 상사.

### 서기태 주변인물

#### 서기태 캠프 (민국당)
- 문정희 : 김영주 역 - 권력을 돕는 차기 대선 주자, 국회의원. 기태를 돕는 국회의원이자 차기 대선 주자.
- 유성주 : 남성범 역 - 국회의원, 틈만 나면 간에 붙었다 쓸개에 붙는 일명 '남철새'.
- 송영창 : 백규민 역 - 전직 대통령, 기태가 당선 되기 전 전직 대통령.

### 그 외 인물
- 고규필 : 다단계 회사 관계자 역
- 심형탁 : 한도경 역 - 2015년 마운경찰서 강력팀 팀장 → 2020년 형사과장. 기자와 형사 관계로 만난 진우와는 알고 보면 30년 지기 친구 사이.
- 허재호 : 윤성호 역 - 마운경찰서 형사, 과거 도경과 정식을 충실히 따르던 후배. 현재는 정인과 진우를 돕는 듬직하고 책임감 강한 열혈 형사.
- 배현경 : 오정식 역 - 마운경찰서 형사, 전형적인 '강약약강'.
- 유재명 : 김진철 역 - 전직 강력팀 형사로, 2015년 10월 12일 서기태 후보를 저격한 범인이다.
- 배우희 : 조유진 역 (†) - 김진철의 서기태 암살 시도가 실패하고 다음 날, 서기태로 위장한 한도경의 수하에 의해 뺑소니로 살해 당한다.
- 박충선 : 최민재 역 - 서기태 후보의 비서관. 오랜 시간 서기태를 모셔온 최 측근이었지만, 아픈 딸의 수술 날짜를 앞당기기 위해 한도경과 그 뒤의 김영주에게 회유된다. 서기태의 차를 넘겨서 음주운전 누명을 씌우는데 일조한다.
- 박충구 : 조광식 역 : 조유진의 아버지
- 이윤상 : 김성국 역 - 한연당 대선 후보
- 이상운 : 장영준 역

## 시청률
최저 시청률과 최고 시청률은 시청률 조사회사와 지역별로 시청률에 차이가 있을 수 있습니다.
| 2021년      | 2021년      | 2021년         | 2021년       |
| 회차        | 방송일      | AGB 시청률     | AGB 시청률   |
| 회차        | 방송일      | 대한민국(전국) | 서울(수도권) |
| ----------- | ----------- | -------------- | ------------ |
| 제1회       | 2월 20일    | 1.576%         | 1.909%       |
| 제2회       | 2월 21일    | 2.709%         | 2.473%       |
| 제3회       | 2월 27일    | 1.6%           | .            |
| 제4회       | 2월 28일    | 2.844%         | 3.140%       |
| 제5회       | 3월 6일     | 1.6%           | .            |
| 제6회       | 3월 7일     | 2.420%         | 2.096%       |
| 제7회       | 3월 13일    | 1.5%           | .            |
| 제8회       | 3월 14일    | 2.301%         | 2.194%       |
| 제9회       | 3월 20일    | 1.4%           | .            |
| 제10회      | 3월 21일    | 2.801%         | 2.461%       |
| 제11회      | 3월 27일    | 1.36%          | .            |
| 제12회      | 3월 28일    | 3.079%         | %            |
| 평균 시청률 | 평균 시청률 | %              | %            |

## 참고사항
- 이서진과 김영철은 KBS2 주말연속극 《참 좋은 시절》 이후 7년만에 재회하게 되는 작품의 계기가 되었다.

## 같이 보기
- 대한민국의 텔레비전 드라마 목록 (ㅌ)
- 2021년 대한민국의 텔레비전 드라마 목록